# لاجارتيرا
 لاجارتيرا هي بلدية تقع في مقاطعة توليدو، في منطقة قشتالة لا مانشا، إسبانيا. وفقًا لتعداد عام 2006 (INE) بلغ عدد سكان البلدية 1556 نسمة.
تشتهر قرية لاجارتيرا بتقاليدها التي تمتد منذ قرون في التطريز وصنع الدانتيل.